# Petra (by)
 For alternative betydninger, se Petra. (Se også artikler, som begynder med Petra)
Petra (fra "petra", sten på græsk) er et arkæologisk område i Jordan.
Petra var en oldtidsby som var nabatæernes hovedstad og handelscenter for karavanerne. Udgravninger har vist, at det var beboernes evne til at styre vandtilstrømningen, der ledte til, at ørkenbyen kunne opstå, idet der herigennem skabtes en kunstig oase.
Byens ruiner ligger i det nuværende Jordan, omtrent midtvejs mellem Det Døde Hav og Akababugten, i nærheden af Wadi Araba. Byen befinder sig i en smal dal omgivet af sandstensklipper. Adgangen til byen er gennem en 1,2 km lang og flere steder meget smal kløft.
Petra er kendt for bl.a. sine grave og templer, hvoraf de fleste er hugget direkte ind i klipperne.
Petra har siden 1985 været på UNESCOs verdensarvsliste, og i en global afstemning som blev afsluttet 6. juli 2007 blev stedet valgt som et af Verdens 7 moderne underværker
- Petra